# Воля (философия)
Во́ля — феномен регуляции субъектом своей деятельности и поведения. Воля отвечает за создание (формирование) целей и концентрацию внутренних усилий для их достижения.
Воля — это не физическая, не эмоциональная, и не всегда сознательная деятельность человека; но деятельность, указывающая на ценностные характеристики цели выбранного действия. Человек, осуществляя волевые действия, противостоит импульсивным желаниям.

## Структура волевого поведения
В своей основе волевое поведение разделяется на две главные составляющие части — принятие решения и его дальнейшая реализация. Но если происходит несовпадение цели действия и потребности принятия решения, то данная ситуация часто сопровождается актом выбора, или как принято в психологической литературе называть данное состояние — борьбой мотивов. Выбранное личностью решение в дальнейшем реализуется в различных психологических условиях. Спектр таких условий может начинаться от таких моментов, в которых достаточно принять решение, а последующее действие после этого выбора осуществляется как бы само собой. Для данной психологической модели можно привести пример тонущего ребёнка, на спасение которого нужно только набраться мужества, а уже потом ситуация переходит в «автоматический» режим. Так же бывают условия, в которых реализации волевого поведения и выбора противостоит какая-либо сильная потребность. Для преодоления такой ситуации и осуществления конечной выбранной цели требуются специальные усилия, то есть проявление «силы» воли.

## Воля в истории философии и психологии
Первоначально воля играла важную роль в христологических спорах эпохи Вселенских соборов (ср. монофелитство и диофелитство). В схоластике о воле (voluntas) пишет Фома Аквинский, определяя её как «разумное желание» (appetitus rationalis). В этом смысле у Бога нет воли, однако Фома находит упоминание о божественной воле в Писании (Рим. 12:2). Некоторые рассматривают волю как «силу», обусловленную извне через физические, психологические, социальные причины и даже через божественное определение. Другие считают, что воля — внутренняя, заранее заложенная самополагающая сила (см. Свобода воли). Например, в учениях волюнтаризма воля предстаёт как начальное, первичное основание всего мирового процесса, в частности, человеческой деятельности. Проблема различия философских подходов к вопросу изучения и понимания воли нашла отражение в психологических теориях воли. Их разделяют на две основные группы. Первая — «автогенетическая» — рассматривает волю как специфическую, не сводимую к каким-либо другим процессам способность (нашло отражение в работах В. Вундта, Н. Аха, И. Линдворского и других). Вторая — «гетерогенетическая» теория определяет волю как нечто вторичное. Данная способность является продуктом каких-либо других психических факторов и явлений. В данном случае воля выполняет функцию мышления, представления или чувств (работы И. Ф. Гербарта, Э. Мёйман, К. Эренфельса и других).

## Воля в советской психологии
Основываясь на диалектическом и историческом материализме, Советская психология трактует понятие воли в контексте общественно-исторической обусловленности. В советской психологии основным направлением изучения Воли стало изучение фило- и онтогенеза происходящих из воли действий и высших психических функций. Как было показано Л. С. Выготским, произвольный характер действия человека есть результат опосредования взаимоотношений индивидуума, среды орудиями и знаковыми системами. Так, в процессе развития психики ребёнка первоначальные процессы восприятия и памяти приобретают произвольный характер, и в дальнейшем становятся саморегулируемыми. Параллельно с этим развивается способность к удержанию цели действия. Все это и приводит к развитию психической системы человека. Так же в СССР развитие получили «школы по теории установки», основанные на исследованиях советского психолога Д. Н. Узнадзе.

## Воля в педагогике
В современности проблема воспитания воли имеет большое значение для педагогики. В связи с этим разрабатываются различные методики, имеющие цель в тренировке способности поддержания усилий для достижения цели. Воля неразрывна с характером человека и играет значительную роль в процессе его формирования как личности. Считается, что характер совместно с интеллектом является основой волевых процессов.

## Воля и эмоции
В некотором роде воля — психическая деятельность. Также воля — процесс рефлекторный. Предпосылки развития воли и волевого поведения нужно искать у животных. Каждое животное имеет врождённую реакцию, для которой стимулом служит ограничение движений. Таким образом, воля как активность, связанная с потребностью в преодолении преград, обладает самостоятельностью по отношению к мотивам, изначально создавшим данное поведение. Специфические действия некоторых лекарственных веществ на организм и «силу» воли позволяют говорить о наличии определённого мозгового аппарата, реализующего рефлекс «свободы». Доказано, что на механизмах волевого воздействия и усилия огромную роль играет система речевых сигналов (работы Л. С. Выготского, А. Н. Леонтьева, А. Р. Лурия). Воля тесно связана с действиями, сознанием и эмоциями человека. Отсюда следует, что воля представляет неотъемлемую часть в структуре психики человека. В то время как эмоции обеспечивают мобилизацию энергетических ресурсов и переход к различным формам реагирования человека на внешние и внутренние значимые сигналы, воля, в противовес, препятствует чрезмерной генерации эмоционального возбуждения, способствует удержанию начального выбранного направления. Но так же волевое поведение может явиться источником положительных эмоций до того, как будет достигнута конечная цель, за счёт удовлетворения потребности преодоления самих препятствий. Поэтому наиболее продуктивной деятельностью человека оказывается сочетание сильной воли с оптимальным уровнем эмоционального напряжения.